# HMS Dolphin (1751)
Pour les autres navires du même nom, voir HMS Dolphin.
La HMS Dolphin était une frégate anglaise de sixième rang.
Lancée en 1751, elle appartenait à la Royal Navy. Elle participa à la guerre de Sept Ans et notamment à la flotte de la bataille de Minorque sous le commandement de John Byron.
Avec la victoire britannique de la guerre, à partir de 1764, la Dolphin fut utilisée comme navire océanographique et fit deux tours du monde sous le commandement de John Byron et de Samuel Wallis, ce qui fera d'elle le premier navire à faire un double tour du monde.
La Dolphin fut démantelé en 1777.